# Unione Calcio Sampdoria 2000-2001
Questa voce raccoglie le informazioni riguardanti la Unione Calcio Sampdoria nelle competizioni ufficiali della stagione 2000-2001.

## Stagione
Nella stagione 2000-2001 la Sampdoria disputa il campionato cadetto, vi raccoglie 64 punti con il quinto posto in classifica. Ancora una volta prima dei non eletti, anche il Doria di Gigi Cagni, come nella passata stagione, disputa un torneo d'alta classifica, sfiorando solo la promozione. A gennaio al termine del girone di andata i blucerchiati hanno 30 punti, ottavi in classifica, ma a cinque lunghezze dal Chievo, primo della classe. Nel girone di ritorno raccolgono 34 punti, ma non sufficienti per agganciare il treno promozione. Salgono in Serie A Torino, Piacenza, Chievo e Venezia. Due doriani vanno in doppia cifra in fatto di reti in questa stagione, Francesco Flachi autore di 19 reti, delle quali 17 in campionato e 2 in Coppa Italia, e Pasquale Luiso con 10 centri in campionato. Discreto il percorso del Doria nella Coppa Italia, supera nel girone preliminare Empoli, Fermana e Crotone, nel primo turno supera nel doppio confronto il Napoli, negli Ottavi viene eliminata nel doppio confronto dalla Lazio.

## Rosa
| N. |                       | Ruolo | Calciatore            |
| -- | --------------------- | ----- | --------------------- |
| 1  | Italia (bandiera)     | P     | Matteo Sereni         |
| 2  | Italia (bandiera)     | D     | Martino Traversa      |
| 3  | Italia (bandiera)     | D     | Claudio Labriola      |
| 4  | Italia (bandiera)     | D     | Gian Paolo Manighetti |
| 5  | Italia (bandiera)     | D     | Alessandro Grandoni   |
| 6  | Italia (bandiera)     | C     | Alessandro Cucciari   |
| 7  | Italia (bandiera)     | C     | Gaetano Vasari        |
| 8  | Italia (bandiera)     | C     | Dario Marcolin        |
| 9  | Jugoslavia (bandiera) | A     | Zoran Jovičić         |
| 10 | Italia (bandiera)     | A     | Francesco Flachi      |
| 11 | Italia (bandiera)     | A     | Carmine Esposito      |
| 11 | Italia (bandiera)     | A     | Davide Possanzini     |
| 13 | Italia (bandiera)     | C     | Marco Sgrò            |
| 13 | Italia (bandiera)     | C     | Emanuele Matzuzzi     |
| 14 | Italia (bandiera)     | D     | Mirko Conte           |
| 15 | Italia (bandiera)     | C     | Simone Vergassola     |
| 16 | Italia (bandiera)     | C     | Claudio Bonomi        |
| 16 | Italia (bandiera)     | C     | Roberto D'Aversa      |

| N. |                       | Ruolo | Calciatore          |
| -- | --------------------- | ----- | ------------------- |
| 17 | Italia (bandiera)     | D     | Guglielmo Stendardo |
| 18 | Jugoslavia (bandiera) | C     | Bratislav Živković  |
| 19 | Italia (bandiera)     | C     | Stefano Casale      |
| 20 | Italia (bandiera)     | C     | Marco Sanna         |
| 21 | Italia (bandiera)     | D     | Cleto Polonia       |
| 22 | Italia (bandiera)     | P     | Fabrizio Casazza    |
| 23 | Italia (bandiera)     | C     | Attilio Lombardo    |
| 24 | Italia (bandiera)     | C     | Maurizio Bedin      |
| 25 | Jugoslavia (bandiera) | D     | Nenad Sakić         |
| 26 | Italia (bandiera)     | C     | Daniele Perrone     |
| 27 | Italia (bandiera)     | C     | Fabrizio Ficini     |
| 29 | Italia (bandiera)     | A     | Davide Girgenti     |
| 30 | Italia (bandiera)     | A     | Davide Dionigi      |
| 32 | Italia (bandiera)     | A     | Pasquale Luiso      |
| 33 | Italia (bandiera)     | P     | Marco Fantini       |
| 34 | Italia (bandiera)     | D     | Giovanni Micallo    |
|    | Camerun (bandiera)    | C     | Zé Francis          |

## Risultati

### Serie B

#### Girone di andata
| Arbitro: | Preschern (Mestre) |

|                         |           |                |
| Flachi 72’ Matzuzzi 77’ | Marcatori | 80’ Borgobello |

| Arbitro: | Ayroldi (Molfetta) |

|                              |           |                                        |
| Di Michele 48’, 90+1’ (rig.) | Marcatori | 21’ Flachi 56’ Vergassola 83’ Zivkovic |

| Arbitro: | Castellani (Verona) |

|                             |           |                          |
| C. Esposito 21’ Jovicic 57’ | Marcatori | 57’ Bizzarri 70’ Allegri |

| Ancona 24 settembre 2000 4ª giornata | Ancona           | 0 – 0 | Sampdoria | Stadio del Conero (9628 spett.)\| Arbitro: \| Bertini (Arezzo) \| |
| Arbitro:                             | Bertini (Arezzo) |       |           |                                                                   |

| Arbitro: | Racalbuto (Gallarate) |

|              |           |  |
| Ferrante 21’ | Marcatori |  |

| Arbitro: | Nucini (Bergamo) |

|  |           |          |
|  | Marcatori | 77’ Pane |

| Arbitro: | Soffritti (Ferrara) |

|                         |           |                  |
| Scarpa 47’ Caverzan 53’ | Marcatori | 13’, 20’ Dionigi |

| Arbitro: | Bolognino (Milano) |

|                              |           |           |
| Flachi 63’ (rig.) Vasari 71’ | Marcatori | 79’ Suazo |

| Arbitro: | Cassarà (Palermo) |

|              |           |             |
| Fialdini 35’ | Marcatori | 69’ Jovicic |

| Arbitro: | Tombolini (Ancona) |

|                             |           |  |
| Dionigi 59’ C. Esposito 75’ | Marcatori |  |

| Arbitro: | Castellani (Verona) |

|  |           |                            |
|  | Marcatori | 86’ Dionigi 88’ Vergassola |

| Arbitro: | Cassarà (Verona) |

|                 |           |             |
| C. Esposito 29’ | Marcatori | 60’ Fantini |

| Ravenna 26 novembre 2000 13ª giornata | Ravenna                      | 0 – 0 | Sampdoria | Stadio Bruno Benelli (3561 spett.)\| Arbitro: \| Zaltron (Bassano del Grappa) \| |
| Arbitro:                              | Zaltron (Bassano del Grappa) |       |           |                                                                                  |

| Arbitro: | Pirrone (Messina) |

|                 |           |           |
| C. Esposito 67’ | Marcatori | 89’ Voria |

| Arbitro: | Treossi (Forlì) |

|              |           |  |
| Marcolin 12’ | Marcatori |  |

| Arbitro: | Castellani (Verona) |

|                           |           |                                |
| Maniero 39’ Di Napoli 50’ | Marcatori | 46’ C. Esposito 74’ Vergassola |

| Arbitro: | Bolognino (Milano) |

|  |           |           |
|  | Marcatori | 8’ Artico |

| Arbitro: | Gabriele (Frosinone) |

|  |           |                                                  |
|  | Marcatori | 34’ Vergassola 43’ (rig.), 71’ Flachi 76’ Vasari |

| Arbitro: | Saccani (Mantova) |

|           |           |              |
| Luiso 36’ | Marcatori | 3’ Palladini |

#### Girone di ritorno
| Arbitro: | Tombolini (Ancona) |

|            |           |              |
| Grabbi 31’ | Marcatori | 25’ Marcolin |

| Arbitro: | Bonfrisco (Monza) |

|                        |           |  |
| Luiso 55’ Lombardo 61’ | Marcatori |  |

| Arbitro: | Gabriele (Frosinone) |

|                                       |           |           |
| Bellotto 34’ Amerini 88’ Riccio 90+3’ | Marcatori | 89’ Luiso |

| Arbitro: | P. Rossi (Ciampino) |

|                                         |           |                    |
| Flachi 28’ (rig.), 78’ (rig.) Luiso 86’ | Marcatori | 39’ (rig.) Parente |

| Arbitro: | Farina (Novi Ligure) |

|                           |           |  |
| Flachi 19’ Possanzini 33’ | Marcatori |  |

| Empoli 4 marzo 2001 25ª giornata | Empoli                   | 0 – 0 | Sampdoria | Stadio Castellani (2852 spett.)\| Arbitro: \| Morganti (Ascoli Piceno) \| |
| Arbitro:                         | Morganti (Ascoli Piceno) |       |           |                                                                           |

| Arbitro: | Soffritti (Ferrara) |

|                             |           |  |
| Luiso 12’ Flachi 67’ (rig.) | Marcatori |  |

| Arbitro: | Gabriele (Frosinone) |

|               |           |            |
| Cammarata 86’ | Marcatori | 22’ Flachi |

| Arbitro: | P. Rossi (Ciampino) |

|                       |           |           |
| Flachi 2’, 21’ (rig.) | Marcatori | 70’ Reggi |

| Arbitro: | Bolognino (Milano) |

|                            |           |  |
| Mutarelli 5’ Stroppa 90+2’ | Marcatori |  |

| Arbitro: | Collina (Viareggio) |

|                           |           |  |
| Flachi 27’ Vergassola 86’ | Marcatori |  |

| Arbitro: | Cassarà (Palermo) |

|                |           |              |
| Manfredini 25’ | Marcatori | 23’ D'Aversa |

| Arbitro: | Zaltron (Bassano del Grappa) |

|                          |           |  |
| Vergassola 78’ Luiso 83’ | Marcatori |  |

| siena 29 aprile 2001 33ª giornata | Siena              | 0 – 0 | Sampdoria | Stadio Artemio Franchi (8531 spett.)\| Arbitro: \| Bolognino (Milano) \| |
| Arbitro:                          | Bolognino (Milano) |       |           |                                                                          |

| Arbitro: | Messina (Bergamo) |

|                                                     |           |                                                   |
| De Francesco 5’ Savoldi 33’ (rig.), 58’ Guidoni 73’ | Marcatori | 31’, 66’ Flachi 69’ Possanzini 76’ (aut.) Mercier |

| Arbitro: | Bertni (Arezzo) |

|                                           |           |               |
| D'Aversa 2’ Possanzini 18’ Luiso 44’, 58’ | Marcatori | 21’ Bettarini |

| Arbitro: | Treossi (Forlì) |

|                             |           |                    |
| Rastelli 74’ Gautieri 90+3’ | Marcatori | 6’ (aut.) Lamacchi |

| Arbitro: | Gabriele (Frosinone) |

|                                                |           |                      |
| Possanzini 14’ Luiso 22’ Flachi 56’ Casale 82’ | Marcatori | 30’ Ganci 72’ Degano |

| Arbitro: | Palmieri (Cosenza) |

|                                    |           |                      |
| Palladini 55’ S. Romano 81’ (rig.) | Marcatori | 17’ Flachi 59’ Luiso |

### Coppa Italia

#### Turno preliminare
| Arbitro: | Bertini (Arezzo) |

|  |           |                        |
|  | Marcatori | 29’ Jovicic 56’ Vasari |

| Arbitro: | Nucini (Bergamo) |

|                  |           |                |
| Jovicic 13’, 67’ | Marcatori | 38’ Pagliarini |

| Arbitro: | Rosetti (Torino) |

|                                                     |           |                                          |
| Jovicic 24’ Casale 37’ Marcolin 67’ C. Esposito 85’ | Marcatori | 4’ Marchionni 18’ Maccarone 83’ Iacopino |

| Arbitro: | Collina (Viareggio) |

|            |           |  |
| Vasari 32’ | Marcatori |  |

| Napoli 7 settembre 2000 Primo turno - ritorno | Napoli              | 0 – 0 | Sampdoria | Stadio San Paolo\| Arbitro: \| Borriello (Mantova) \| |
| Arbitro:                                      | Borriello (Mantova) |       |           |                                                       |

| Arbitro: | Messina (Bergamo) |

|            |           |          |
| Flachi 82’ | Marcatori | 8’ Salas |

| Arbitro: | Pellegrino (Barcellona Pozzo di Gotto) |

|                                                         |           |                       |
| Lombardo 39’, 40’ Ravanelli 48’, 83’ (rig.) Sensini 65’ | Marcatori | 17’ Vasari 73’ Flachi |

## Statistiche

### Statistiche di squadra
| Competizione | Punti | In casa | In casa | In casa | In casa | In casa | In casa | In trasferta | In trasferta | In trasferta | In trasferta | In trasferta | In trasferta | Totale | Totale | Totale | Totale | Totale | Totale | DR  |
| Competizione | Punti | G       | V       | N       | P       | Gf      | Gs      | G            | V            | N            | P            | Gf           | Gs           | G      | V      | N      | P      | Gf     | Gs     | DR  |
| Serie B      | 64    | 19      | 13      | 4       | 2       | 35      | 15      | 19           | 3            | 12           | 4            | 25           | 23           | 38     | 16     | 16     | 6      | 60     | 38     | +22 |
| Coppa Italia | -     | 4       | 3       | 1       | 0       | 8       | 5       | 3            | 1            | 1            | 1            | 4            | 5            | 7      | 4      | 2      | 1      | 12     | 10     | +2  |